# Ceratostigma minus
Ceratostigma minus är en triftväxtart som beskrevs av Otto Stapf och David Prain. Ceratostigma minus ingår i släktet Ceratostigma och familjen triftväxter. Inga underarter finns listade i Catalogue of Life.

## Bildgalleri

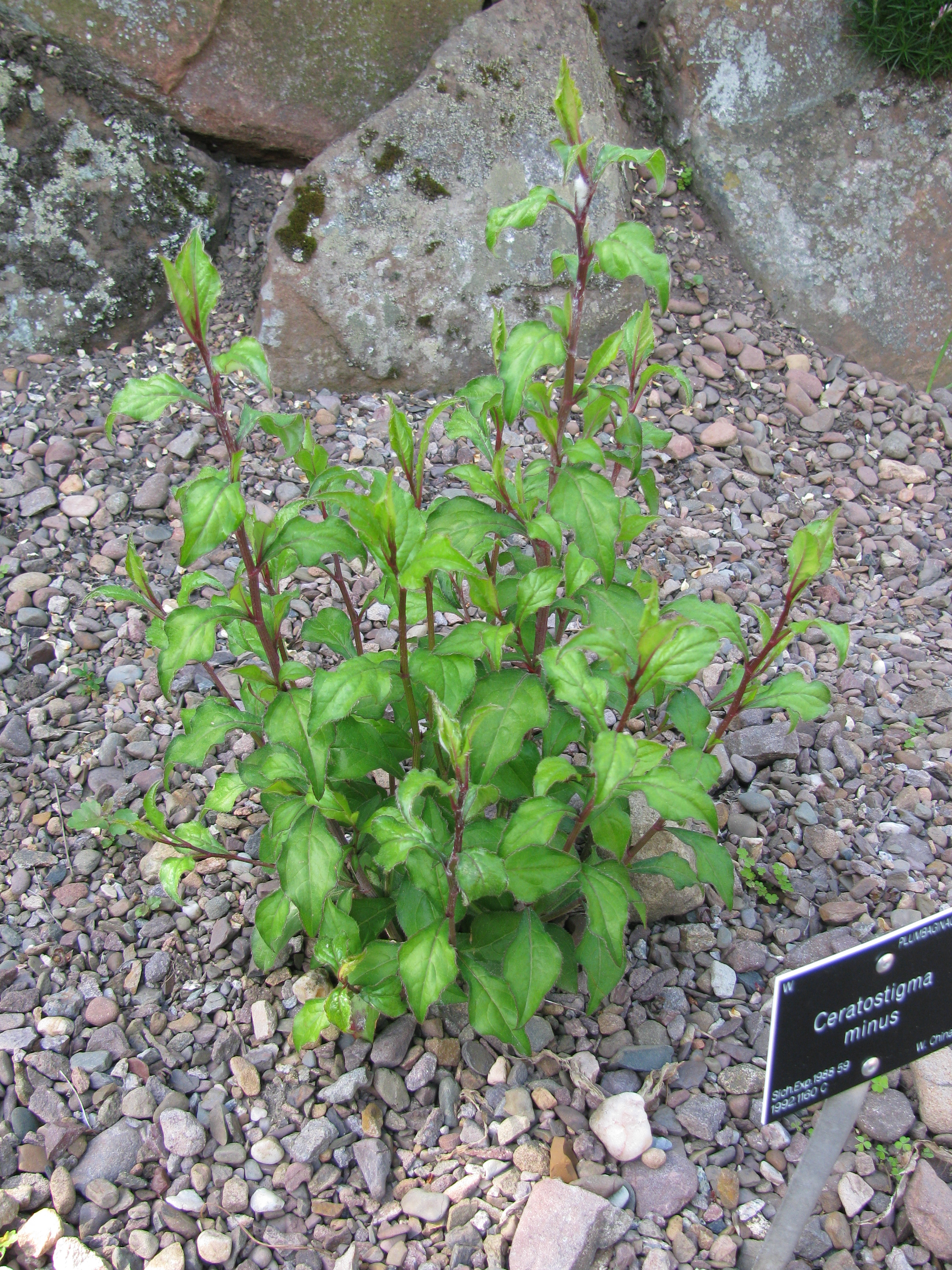
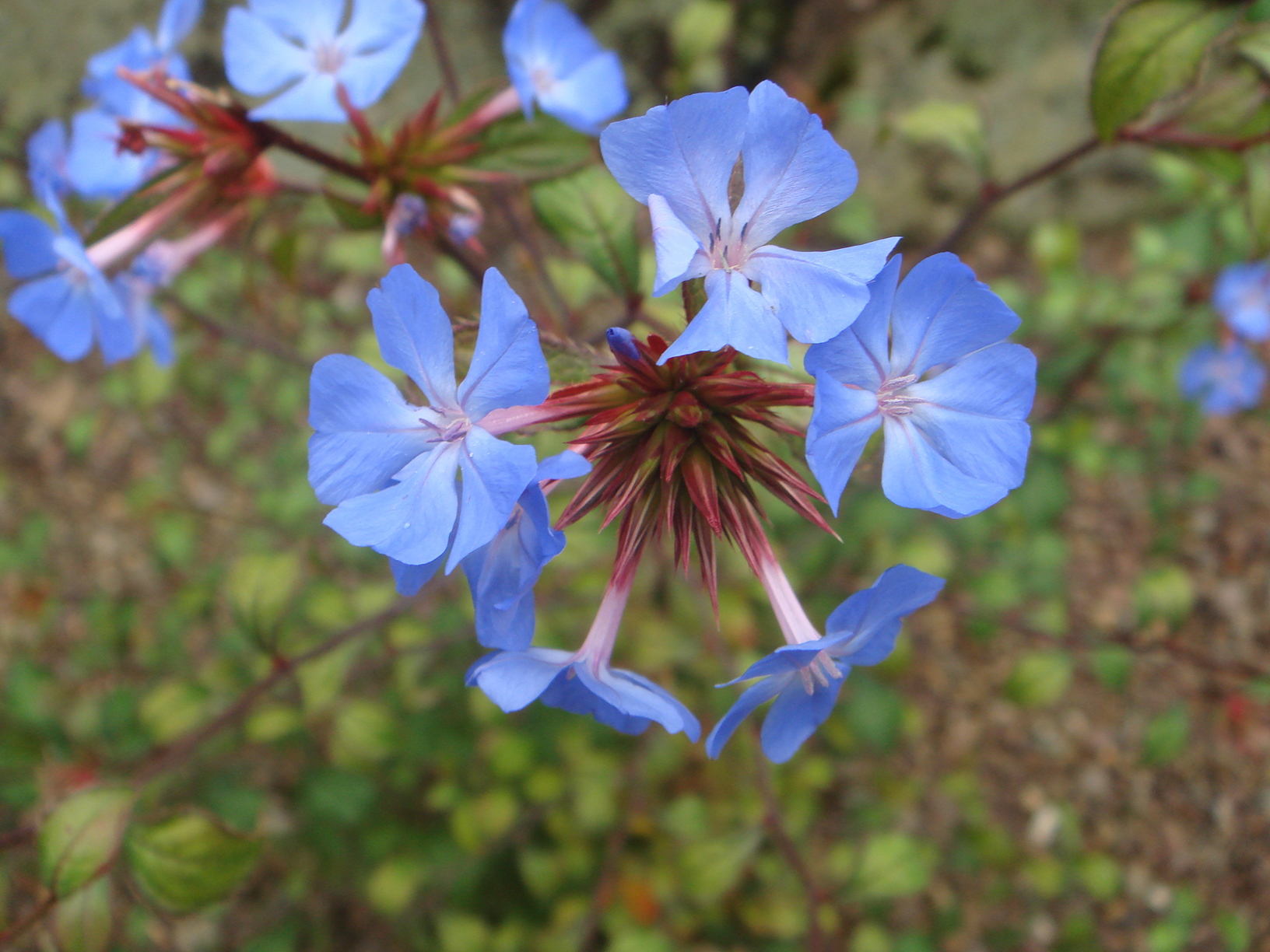
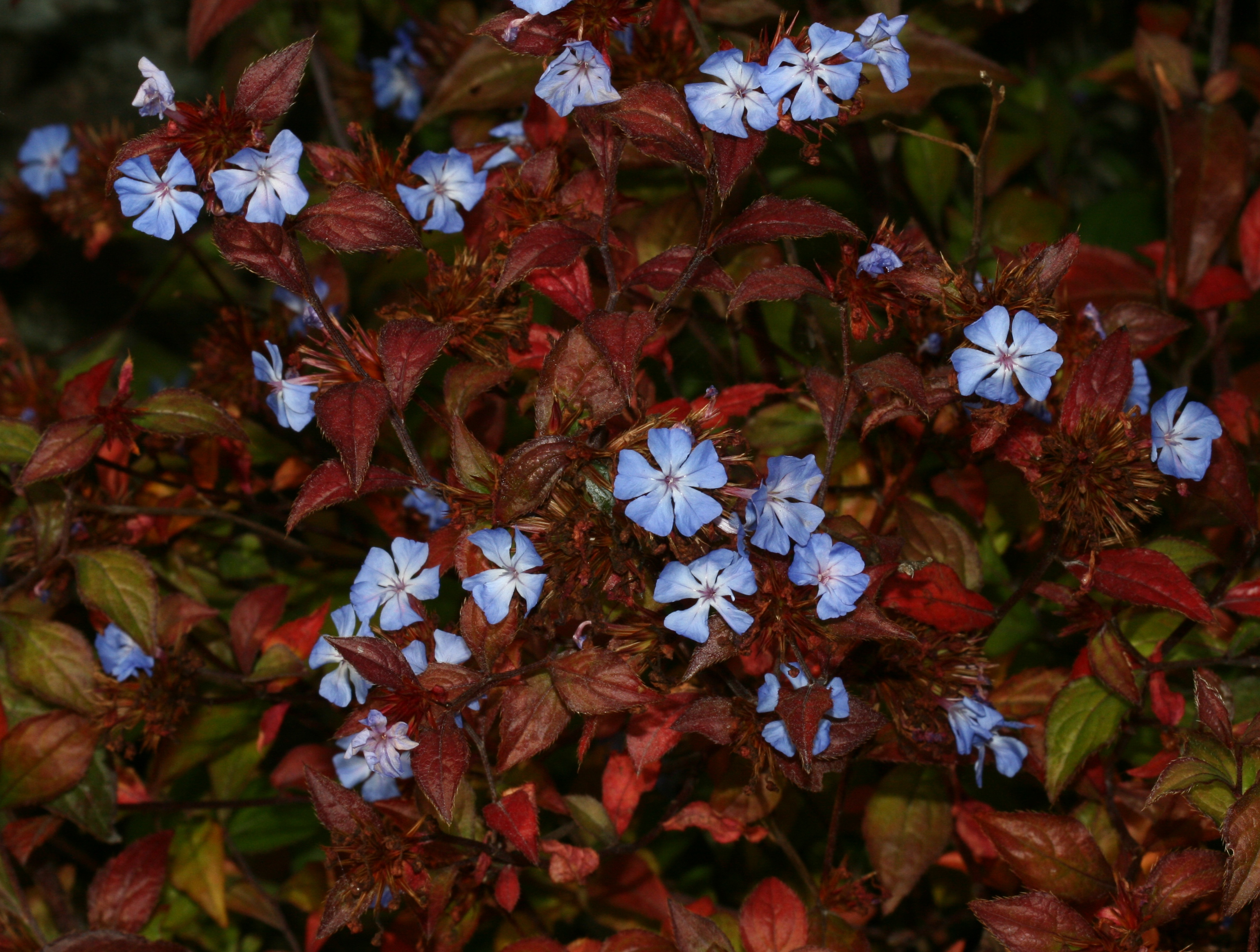